# 쿠알라 룸프르 국제학교

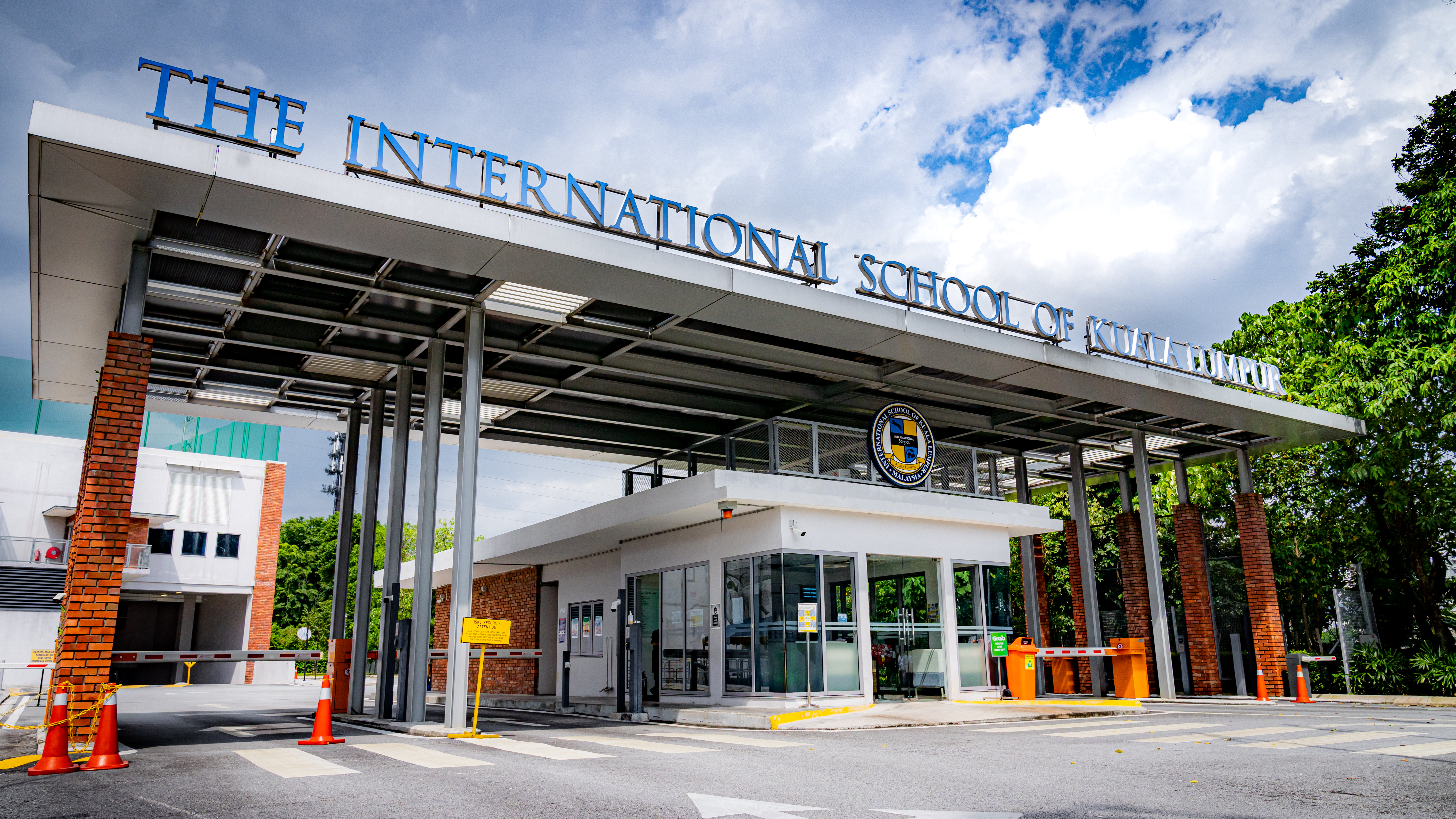
암팡 힐리르 캠퍼스 입구

쿠알라 룸프르 국제학교(International School of Kuala Lumpur, ISKL)은 1965년 설립되었으며 12년제 사립 국제 초중고등학교이다.

## 역사
ISKL은 1965년에 처음으로 설립된 미국계 국제학교이며, 말레이시아에 처음으로 설립된 국제학교 이기도 하다. 초등학교는 멜라와티(Melawati)에 위치해 있으며, 중고등학교는 암팡(Ampang)에 위치해 있다. 

2019년 현재 65 개국 이상에서 약 1700 명의 학생이 있으며, 미국인, 한국인, 말레이시아인, 중국인 및 인도인, 영국인, 프랑스인, 캐나다인, 네덜란드인, 노르웨이인, 일본인, 호주인, 인도네시아인, 아르헨티나인, 콜롬비아인 및 파키스탄인이 있다.

## 새 캠퍼스
캠퍼스는 Ampang HIlir에 위치한 26 에이커의 땅에 세워져 있으며, 학업, 예술 및 운동 자원을 갖춘 학습 환경을 조성하기 위해 고안되었으며, 여기에는 과학 실험실과 교수 공간, 두 개의 도서관, 체육관, 경기 수영 시설, 규정 트랙 및 경기장 및 공연 예술센터 가있는 강의실이 포함된다. ISKL의 '친환경'시설은 백금 그린 빌딩 지수 (GBI) 자격을 획득 한 최초의 말레이시아 학교이다. Mont Kiara, KLCC, Putrajaya와 같은 인근 지역을 오가는 정기 왕복 스쿨버스를 운영한다.

## 학교시설
암팡 (Ampang) 캠퍼스에는 운동장이 있으며 야외수영장, 체육관, 다용도 야외 코트, 피트니스 센터, 테니스코트, 야외 등반 벽이 있다. 또한 2층 강당, 드라마 스튜디오, 댄스 스튜디오, 카페테리아 및 도서관이 있다.

Melawati 캠퍼스에는 실내강당, 도서관 및 컴퓨터 실이 있습니다. 체육 시설로는 실내 체육관, 야외 25m수영장, 야외 농구 코트, 2개의 운동장이 있다

## 학업
ISKL의 대표적인 고등학생 프로그램은 IB (International Baccalaureate) 프로그램이고 고등학생을 대상으로 2년간의 엄격한 교육 과정을 이수하며 6 과목 (3 가지 상위 레벨과 3 가지 표준 레벨)의 시험을 치릅니다.
많은 학생들이 IB 프로그램을 추구하도록 권장하며, 영국으로 대학을 진학하는 학생들을 위해 AP 프로그램도 제공한다.

## 교복
남학생은 흰색, 파란색 셔츠와 반바지 교복을, 여학생은 파란색, 흰색 셔츠와 반바지, 스커트를 교복으로 착용한다.